# Thelypteris cheilanthoides
Thelypteris cheilanthoides là một loài thực vật có mạch trong họ Thelypteridaceae. Loài này được (Kunze) Proctor miêu tả khoa học đầu tiên năm 1953.